# Catamantaloedes
Catamantaloedes (en latín, Catamantaloedes o Catamantaledes, siglo I a. C.) fue el gobernante de los sécuanos de la Galia oriental desde principios del siglo I a. C. hasta mediados del mismo, y fue reconocido por el Senado romano como «amigo». Su hijo, Cástico, formó parte después de la conspiración de Orgétorix en el año 60 a. C.